# 达里娅·康斯坦丁诺芙娜·乌斯季诺娃
达里娅·康斯坦丁诺芙娜·乌斯季诺娃（俄语：Дарья Константиновна Устинова，1998年8月29日—）生于斯維爾德洛夫斯克州烏拉爾地區卡緬斯克，是一名俄罗斯女子游泳运动员，主攻仰泳。乌斯季诺娃开始练习游泳是在七岁，当时她受困于背部疼痛，医生建议下游泳以治好背痛。
2016年7月25日，国际游泳联合会公布了被禁止参加里约奥运游泳比赛的俄罗斯运动员名单，其中乌斯季诺娃因被世界反運動禁藥機構提及是受益于国家支持禁药项目的其中一人而在该名单当中。后来，包括乌斯季诺娃在内的被禁止参加奥运的俄罗斯游泳运动员向国际体育仲裁院上诉，最终她的奥运资格被恢复。她在里约奥运期间参加100米仰泳、200米仰泳和4×200米自由泳接力三个项目，分别获得第23名、第4名和第7名。